# Wetumpka
 Wetumpka és una població dels Estats Units a l'estat d'Alabama. Segons el cens del 2000 tenia 5.726 habitants.

## Demografia
Segons el cens del 2000, Wetumpka tenia 5.726 habitants, 1.797 habitatges, i 1.128 famílies La densitat de població era de 259,8 habitants/km².
Dels 1.797 habitatges en un 28% hi vivien nens de menys de 18 anys, en un 43,1% hi vivien parelles casades, en un 16,5% dones solteres, i en un 37,2% no eren unitats familiars. En el 34,2% dels habitatges hi vivien persones soles el 16% de les quals corresponia a persones de 65 anys o més que vivien soles. El nombre mitjà de persones vivint en cada habitatge era de 2,3 i el nombre mitjà de persones que vivien en cada família era de 2,97.
Per edats la població es repartia de la següent manera: un 18,4% tenia menys de 18 anys, un 8,5% entre 18 i 24, un 36,5% entre 25 i 44, un 20,6% de 45 a 60 i un 16% 65 anys o més.
L'edat mediana era de 38 anys. Per cada 100 dones hi havia 62,1 homes. Per cada 100 dones de 18 o més anys hi havia 54,2 homes.
La renda mediana per habitatge era de 35.536 $ i la renda mediana per família de 41.500 $. Els homes tenien una renda mediana de 32.403 $ mentre que les dones 23.234 $. La renda per capita de la població era de 15.729 $. Aproximadament el 7,7% de les famílies i l'11,7% de la població estaven per davall del llindar de pobresa.

## Poblacions properes
El següent diagrama mostra les poblacions més properes.